# Troisième pont de l'amitié lao-thaïlandaise
Ne doit pas être confondu avec Pont de l'amitié lao-thaïlandaise, deuxième pont de l'amitié lao-thaïlandaise ou Pont de Houei Sai.
Le Troisième pont de l'amitié lao-thaïlandaise est, comme les deux premiers, un pont transfrontalier franchissant le Mékong à la frontière entre le Laos et la Thaïlande. Il est situé entre la province laotienne de Khammouane et la province thaïlandaise de Nakhon Phanom. Il a été inauguré le 11 novembre 2011,.

## Histoire
Les travaux ont été officiellement lancés le 6 mars 2009. Ils ont été financés par la Thaïlande, pour un montant de 60 millions de dollars. La Thaïlande a également financé le bâtiment de la douane laotienne. Le pont a été inauguré le 11 novembre 2011 en présence de la princesse thaïlandaise Sirindhorn et du vice-président du Laos Bounhang Vorachit.

## Description
Le pont est situé à 13 km au nord de Thakhek (Ban Veuntay). Il relie la route nationale thaïlandaise n° 212 à la route laotienne n° 13 (nord-sud), et permet l'accès au Viêt Nam par la route n° 12. Il est long de 1423 m et large de 13 ; il comporte 2 voies routières de 3,5 m de large et deux voies piétonnes de 1,25 m.